# Nati il 3 novembre
| Questa pagina contiene informazioni ricavate automaticamente dalle voci biografiche con l'ausilio del template Bio e di un bot. L'aggiornamento è periodico e automatico e ricostruisce completamente la pagina. Se manca una persona in questa lista, sei pregato di non aggiungerla, ma accertati piuttosto che la sua voce biografica contenga il template Bio e che i dati anagrafici siano correttamente compilati. Se il template Bio manca, inseriscilo tu stesso o, in alternativa, metti l'avviso {{tmp\|Bio}} che ne segnala la mancanza. Se i dati riportati sono sbagliati, correggi direttamente la voce biografica; le modifiche saranno visibili in questa lista entro pochi giorni. Per chiarimenti vedi il progetto biografie. La lista contiene solo le 1.112 persone che sono citate nell'enciclopedia e per le quali è stato implementato correttamente il template Bio. Pagina aggiornata al 17 ago 2025. |

## I secolo(1)
- 39 - Marco Anneo Lucano, poeta latino († 65)

## XIV secolo(1)
- 1314 - Nicolás Rosell, cardinale spagnolo († 1362)

## XV secolo(2)
- 1443 - Antonio Benivieni, medico italiano († 1502)
- 1500 - Benvenuto Cellini, scultore, orafo e scrittore italiano († 1571)

## XVI secolo(10)
- 1560 - Annibale Carracci, pittore italiano († 1609)
- 1564 - Francisco Pacheco del Río, pittore spagnolo († 1644)
- 1566 - Carlo di Borbone-Soissons, principe francese († 1612)
- 1569 - Hŏ Kyun, scrittore, letterato e politico coreano († 1618)
- 1573 - Caterina di Lorena, nobile e badessa francese († 1648)
- 1583 - Matteo Ponzone, pittore italiano
- 1584 - Jean-Pierre Camus, scrittore e vescovo cattolico francese († 1652)
- 1587 - Samuel Scheidt, compositore e organista tedesco († 1654)
- 1593 - Giovanni Battista Barbiani, pittore italiano († 1650)
- 1598 - Cristiano I del Palatinato-Birkenfeld-Bischweiler, duca tedesco († 1654)

## XVII secolo(15)
- 1602 - Luigi I Gonzaga di Luzzara, nobile e militare italiano († 1666)
- 1604 - Osman II, sultano ottomano († 1622)
- 1618 - Aurangzeb, sovrano indiano († 1707)
- 1619 - Willem Kalf, pittore olandese († 1693)
- 1621 - René Rapin, umanista e teologo francese († 1687)
- 1624 - Thomas Holme, architetto e urbanista statunitense († 1695)
- 1624 - Jean II d'Estrées, ammiraglio francese († 1707)
- 1644 - Pietro Gaddi, vescovo cattolico italiano († 1710)
- 1652 - Louis I de Rohan-Chabot, nobile francese († 1727)
- 1656 - Georg von Reutter, organista e compositore austriaco († 1738)
- 1659 - Huibin Jang, regina coreana († 1701)
- 1673 - Matteo Basile, arcivescovo cattolico italiano († 1736)
- 1677 - Pier Francesco Cavazza, pittore e collezionista d'arte italiano († 1733)
- 1688 - Ichikawa Danjūrō II, attore teatrale giapponese († 1758)
- 1697 - Domenico Valguarnera, vescovo cattolico italiano († 1751)

## XVIII secolo(39)
- 1707 - Bernardino Galliari, pittore e scenografo italiano († 1794)
- 1718 - Pasquale Acquaviva d'Aragona, cardinale italiano († 1788)
- 1718 - D'Hannetaire, attore teatrale e regista teatrale francese († 1780)
- 1721 - Giuseppe Torelli, matematico e letterato italiano († 1781)
- 1725 - Francesco Eugenio Guasco di Castelletto, nobile, religioso e letterato italiano († 1798)
- 1726 - Alessandro Di Meo, teologo e storico italiano († 1786)
- 1737 - Nicolas de Loverdo, generale francese († 1836)
- 1742 - Domenico Forges Davanzati, politico e religioso italiano († 1810)
- 1744 - Friedrich Ludwig Schröder, attore teatrale e drammaturgo tedesco († 1816)
- 1748 - Domenico Luigi Batacchi, scrittore italiano († 1802)
- 1749 - Daniel Rutherford, chimico britannico († 1819)
- 1753 - August Gottlieb Meißner, commediografo e scrittore tedesco († 1807)
- 1757 - Ferdinando Messia de Prado, astronomo italiano († 1810)
- 1757 - Robert Smith, politico statunitense († 1842)
- 1759 - Giuseppe Gherardeschi, organista e compositore italiano († 1815)
- 1762 - Karađorđe Petrović, militare serbo († 1817)
- 1765 - Vincenzo Comi, chimico, medico e politico italiano († 1835)
- 1765 - Augusto, IX duca di Croÿ, nobile e politico francese († 1822)
- 1766 - Simon Franz Molitor, violinista, chitarrista e compositore austriaco († 1848)
- 1770 - James Whitfield, religioso e arcivescovo cattolico inglese († 1834)
- 1777 - Laval Nugent von Westmeath, generale austriaco († 1862)
- 1779 - Hugh Gough, generale inglese († 1869)
- 1779 - Ernst von Pfuel, generale e politico prussiano († 1866)
- 1780 - Victor Dourlen, compositore francese († 1864)
- 1781 - William Butterworth Bayley, diplomatico e politico britannico († 1860)
- 1783 - Pierre Toussaint Marcel de Serres de Mesplès, geologo francese († 1862)
- 1784 - Antonín Mánes, pittore ceco († 1843)
- 1785 - Charles de Forbin-Janson, vescovo cattolico francese († 1844)
- 1786 - Ernst Friedrich Germar, entomologo e mineralogista tedesco († 1853)
- 1791 - Nicolas Charles Victor Oudinot, generale francese († 1863)
- 1793 - Stephen Fuller Austin, politico, militare e patriota statunitense († 1836)
- 1793 - Giuseppe Ciani, presbitero e storico italiano († 1867)
- 1793 - Johann Ender, pittore austriaco († 1854)
- 1793 - Thomas Ender, pittore austriaco († 1875)
- 1794 - William Cullen Bryant, poeta e giornalista statunitense († 1878)
- 1794 - Antonio Francesco Olivero, ingegnere italiano († 1856)
- 1795 - Carlo Annoni, religioso, storico e archeologo italiano († 1879)
- 1797 - Aleksandr Aleksandrovič Bestužev, poeta e scrittore russo († 1837)
- 1797 - Giuseppe Rossi, militare e politico italiano († 1880)

## XIX secolo(189)
- 1801 - Karl Baedeker, editore tedesco († 1859)
- 1801 - Vincenzo Bellini, compositore italiano († 1835)
- 1801 - Scipione Borghesi Bichi, imprenditore e politico italiano († 1877)
- 1801 - Ignazio Antonio I Samheri, patriarca cattolico ottomano († 1864)
- 1802 - Massimiliano Carlo di Thurn und Taxis, principe († 1871)
- 1803 - Luigi Fantini, vescovo cattolico italiano († 1852)
- 1804 - Johann Georg Böschenstein, giudice e politico svizzero († 1885)
- 1804 - Luigi Sampietri, pittore italiano († 1858)
- 1805 - Rinaldo Ticci, compositore italiano († 1883)
- 1807 - Carlo Avondo, politico italiano († 1881)
- 1808 - Pasquale Bona, compositore, insegnante e teorico della musica italiano († 1878)
- 1808 - Giovanni Gaibazzi, pittore italiano († 1888)
- 1810 - Pier Francesco Meglia, cardinale e arcivescovo cattolico italiano († 1883)
- 1810 - Israel Salanter, teologo e rabbino lituano († 1883)
- 1815 - Antonio Smirich, politico dalmata
- 1816 - Jubal Anderson Early, avvocato e generale statunitense († 1894)
- 1817 - Ernest Hébert, pittore francese († 1908)
- 1820 - Anton Josef Gruscha, cardinale e arcivescovo cattolico austriaco († 1911)
- 1821 - Achille Majocchi, politico e militare italiano († 1904)
- 1821 - Giambattista Pentasuglia, patriota e politico italiano († 1880)
- 1821 - Jakob Heinrich Hermann Schwartz, ginecologo tedesco († 1890)
- 1824 - Auguste Bonheur, pittore francese († 1884)
- 1825 - Gregorio Romeo, poeta e patriota italiano († 1850)
- 1827 - Pietro Tarquini, fantino italiano
- 1828 - Jean-Marie-Georges Girard, barone di Soubeyran-Raynaud, politico, banchiere e dirigente d'azienda francese († 1897)
- 1828 - Joseph Hellmesberger, violinista, direttore d'orchestra e compositore austriaco († 1893)
- 1828 - Octavius Pickard-Cambridge, aracnologo, entomologo e zoologo inglese († 1917)
- 1828 - Vincenzo Tittoni, politico italiano († 1905)
- 1829 - Paolo Tassinari, chimico italiano († 1909)
- 1831 - Pietro Di Marco, magistrato e politico italiano († 1904)
- 1831 - Ignatius Donnelly, politico e saggista statunitense († 1901)
- 1832 - Alceo Massarucci, politico italiano († 1923)
- 1833 - Georg Autenrieth, filologo classico e linguista tedesco († 1900)
- 1833 - Alfonso Cossa, chimico italiano († 1902)
- 1833 - Luigi Di Gropello Tarino, politico italiano († 1904)
- 1834 - Cosimo Burali-Forti, compositore e pittore italiano († 1905)
- 1839 - Pomare V, re († 1891)
- 1841 - Giorgio Asproni, imprenditore e ingegnere italiano († 1936)
- 1841 - Alfred Maximilien Bonnet, latinista e filologo tedesco († 1917)
- 1841 - Eugenius Warming, botanico danese († 1924)
- 1842 - Francesco Gasco, politico e naturalista italiano († 1894)
- 1843 - Anselmo Lorecchio, avvocato, giornalista e politico italiano († 1924)
- 1844 - Emil Ponfick, patologo tedesco († 1913)
- 1845 - Inoue Yoshika, ammiraglio giapponese († 1929)
- 1845 - Edward Douglass White, politico e giurista statunitense († 1921)
- 1846 - Elizabeth Thompson, pittrice britannica († 1933)
- 1848 - Eduard Sonnenburg, chirurgo tedesco († 1915)
- 1849 - Georg Goetz, filologo classico tedesco († 1932)
- 1850 - Ian Maclaren, religioso e scrittore britannico († 1907)
- 1852 - Henry Finch-Hatton, XIII conte di Winchilsea, nobile inglese († 1927)
- 1852 - Meiji, imperatore giapponese († 1912)
- 1853 - Giuseppe Bracci Testasecca, ingegnere e politico italiano († 1913)
- 1854 - Vladimir Čertkov, attivista e scrittore russo († 1936)
- 1854 - Carlo Fornasini, politico e scienziato italiano († 1931)
- 1854 - Takamine Jōkichi, chimico giapponese († 1922)
- 1855 - Pavle Marković-Adamov, scrittore e drammaturgo serbo († 1907)
- 1855 - Enrico Reycend, pittore italiano († 1928)
- 1856 - Marcelino Menéndez Pelayo, scrittore e politico spagnolo († 1912)
- 1857 - Michail Vasil'evič Alekseev, generale russo († 1918)
- 1857 - Ippolito Malaguzzi Valeri, archivista, paleografo e storico italiano († 1905)
- 1859 - Saverio Partinico, scultore italiano († 1918)
- 1860 - Marcel Barrière, romanziere e saggista francese († 1954)
- 1860 - Frederick Octavius Pickard-Cambridge, presbitero e aracnologo inglese († 1905)
- 1861 - William Doud Packard, imprenditore statunitense († 1923)
- 1862 - Tommaso Dal Pozzo, ceramista, pittore e storico dell'arte italiano († 1906)
- 1862 - Henry George Jr., politico statunitense († 1916)
- 1863 - Alfred Perot, fisico francese († 1925)
- 1864 - Blanche Bingley, tennista inglese († 1946)
- 1864 - Carlo Cressini, pittore italiano († 1938)
- 1864 - Karl Neukirch, ginnasta tedesco († 1941)
- 1864 - Hermann von Walter, medico, batteriologo e esploratore tedesco († 1901)
- 1865 - Raffaele Angiulli, avvocato e politico italiano († 1928)
- 1866 - Aleksandra Aleksandrovna Jabločkina, attrice teatrale russa († 1964)
- 1867 - John Oliver Hobbes, scrittrice e drammaturga statunitense († 1906)
- 1867 - Martin Wilhelm Kutta, matematico tedesco († 1944)
- 1867 - Stanisław Szeptycki, generale e politico polacco († 1950)
- 1869 - Francesco Bellotti, generale italiano († 1949)
- 1869 - Knud Wefald, politico statunitense († 1936)
- 1870 - Pietro Alberici, magistrato e politico italiano († 1933)
- 1871 - Hanns Heinz Ewers, scrittore tedesco († 1943)
- 1872 - Augusto Capon, ammiraglio italiano († 1943)
- 1872 - Paul Panzer, attore tedesco († 1958)
- 1873 - Tom Coe, pallanuotista britannico († 1942)
- 1873 - Margarita Morozova, mecenate russa († 1958)
- 1873 - Gemma de Gresti, filantropa italiana († 1928)
- 1875 - Sergej Eliseev, sollevatore russo († 1937)
- 1875 - Michael Lang, ginnasta e multiplista statunitense († 1962)
- 1877 - Edmond Barrett, lottatore, tiratore di fune e pesista britannico († 1932)
- 1877 - Giuseppe Bordonzotti, architetto svizzero († 1932)
- 1877 - Carlos Ibáñez del Campo, militare e politico cileno († 1960)
- 1877 - Harold M. Shaw, regista e attore statunitense († 1926)
- 1879 - Ignazio Gabriele I Tappouni, cardinale e patriarca cattolico iracheno († 1968)
- 1879 - James McIlroy, esploratore, medico e militare britannico († 1968)
- 1879 - Vilhjalmur Stefansson, esploratore e etnologo canadese († 1962)
- 1880 - Raffaele Casimiri, musicologo, compositore e organista italiano († 1943)
- 1881 - Bernardo De Muro, tenore italiano († 1955)
- 1881 - George Mehnert, lottatore statunitense († 1948)
- 1881 - Gian Carlo Stucky, imprenditore e dirigente d'azienda svizzero († 1941)
- 1882 - Carlo Buttafochi, avvocato e politico italiano († 1962)
- 1882 - Angelo Fraccacreta, economista italiano († 1951)
- 1882 - Clarence Kingsbury, pistard britannico († 1949)
- 1882 - Rina Melli, giornalista e sindacalista italiana († 1958)
- 1882 - Jakub Kolas, scrittore e poeta bielorusso († 1956)
- 1882 - John Taylor, velocista statunitense († 1908)
- 1883 - Rudolf Blässy, calciatore austriaco
- 1883 - John Fitzgerald, mezzofondista canadese
- 1883 - Dmitrij Moor, disegnatore sovietico († 1946)
- 1883 - Ford Sterling, attore e regista statunitense († 1939)
- 1884 - Carlo Asinari, cavaliere italiano († 1953)
- 1884 - Calvin Bricker, lunghista e triplista canadese († 1963)
- 1884 - Fabio Friggeri, imprenditore italiano († 1951)
- 1884 - Luis Gonzaga Llanza y Bobadilla, nobile e politico spagnolo († 1970)
- 1884 - Arthur Rosenkampff, ginnasta e multiplista statunitense († 1952)
- 1885 - Nikolaj Nikolaevič Aničkov, patologo russo († 1964)
- 1885 - Carlos Lett, calciatore argentino († 1956)
- 1886 - Vyvyan Holland, scrittore e traduttore inglese († 1967)
- 1886 - Vladimir Alekseevič Ivanov, iranista e islamista russo († 1970)
- 1886 - Stefano Jacini, politico e storico italiano († 1952)
- 1886 - Josip Ribičič, scrittore sloveno († 1969)
- 1886 - Boris Petrovič Uvarov, entomologo russo († 1970)
- 1887 - Mario De Simoni, calciatore italiano († 1967)
- 1887 - Nat Fleischer, scrittore e storico statunitense († 1972)
- 1887 - Erling Maartmann, calciatore norvegese († 1944)
- 1887 - Rolf Maartmann, calciatore norvegese († 1941)
- 1887 - Samuil Jakovlevič Maršak, poeta russo († 1964)
- 1887 - Vittorio Ragazzini, latinista italiano († 1962)
- 1887 - Magda Spiegel, contralto austro-ungarico († 1944)
- 1888 - Harry Colclough, calciatore e allenatore di calcio inglese († 1976)
- 1888 - Jacques Coomans, ciclista su strada belga († 1980)
- 1888 - Ernesto Sannino, generale italiano
- 1888 - Maurice Vinot, attore francese († 1916)
- 1888 - Theodor von Wrede, militare tedesco († 1973)
- 1889 - Giuseppe Botti, egittologo e papirologo italiano († 1968)
- 1889 - Heinrich Campendonk, pittore tedesco († 1957)
- 1889 - Leonard Dawe, calciatore inglese († 1963)
- 1889 - Pio Emanuelli, astronomo, storico e divulgatore scientifico italiano († 1946)
- 1889 - Łucja Frey, neurologa e medico polacca († 1942)
- 1889 - Rezső Seress, pianista e compositore ungherese († 1968)
- 1890 - Eustáquio van Lieshout, presbitero olandese († 1943)
- 1890 - William Myron MacDonald, aviatore canadese († 1958)
- 1890 - Eugenio Giuseppe Togliatti, matematico italiano († 1977)
- 1890 - Kikue Yamakawa, scrittrice e attivista giapponese († 1980)
- 1891 - Eileen Gwladys Butler, nobildonna inglese († 1943)
- 1891 - Pasquale Fancello, anarchico italiano († 1953)
- 1891 - Anton Grasser, generale tedesco († 1976)
- 1891 - Martti Nieminen, lottatore finlandese († 1941)
- 1891 - Luigi Stefanini, filosofo e pedagogista italiano († 1956)
- 1892 - Yuen Ren Chao, linguista e poeta cinese († 1982)
- 1893 - Gaetano Amoroso, militare italiano († 1975)
- 1893 - Edward Adelbert Doisy, biochimico statunitense († 1986)
- 1893 - Angelo Giuseppe Jelmini, vescovo cattolico svizzero († 1968)
- 1893 - Robert Lindley Murray, tennista statunitense († 1970)
- 1893 - Giannetto Malmerendi, pittore, incisore e ceramista italiano († 1968)
- 1894 - William George Barker, aviatore canadese († 1930)
- 1894 - George Leslie Drewry, militare britannico († 1918)
- 1894 - Heinrich Kroll, militare e aviatore tedesco († 1930)
- 1894 - Luigi Morosini, generale italiano († 1966)
- 1894 - Julien Médécin, architetto monegasco († 1986)
- 1894 - Sofoklīs Venizelos, politico greco († 1964)
- 1895 - Ėduard Georgievič Bagrickij, poeta sovietico († 1934)
- 1895 - Alfredo Corrias, avvocato e politico italiano († 1985)
- 1895 - A. G. Macdonell, scrittore scozzese († 1941)
- 1896 - Willi Hutter, calciatore tedesco († 1936)
- 1896 - Lorine Livingston Pruette, psicologa e scrittrice statunitense († 1976)
- 1897 - Allan Adair, generale inglese († 1988)
- 1897 - Lois Butler, sciatrice alpina e aviatrice canadese († 1970)
- 1897 - Doris Fitton, attrice e regista teatrale australiana († 1985)
- 1897 - Georg Hochgesang, calciatore tedesco († 1988)
- 1897 - Antonio Sorice, generale e politico italiano († 1971)
- 1897 - Léon de Poncins, giornalista e saggista francese († 1975)
- 1898 - Grazia Bottani, pittrice e artista italiana († 1990)
- 1898 - Ferdinando Caioli, giornalista, poeta e critico letterario italiano († 1972)
- 1898 - Antonín Laštovička, calciatore cecoslovacco († 1973)
- 1898 - Eger V. Murphree, chimico statunitense († 1962)
- 1898 - Venerino Papa, calciatore italiano († 1958)
- 1899 - William Andrewes, ammiraglio inglese († 1974)
- 1899 - Ernfrid Malmgren, insegnante e esperantista svedese († 1970)
- 1899 - Neno Mori, pittore italiano († 1968)
- 1899 - Gastone Rossi Doria, musicologo e compositore italiano († 1958)
- 1899 - Julien Vervaecke, ciclista su strada belga († 1940)
- 1899 - Gleb Wataghin, fisico russo († 1986)
- 1900 - Michail Astangov, attore sovietico († 1965)
- 1900 - Adolf Dassler, imprenditore tedesco († 1978)
- 1900 - Leo Löwenthal, sociologo e filosofo tedesco († 1993)
- 1900 - Judson Melford, attore statunitense († 1978)
- 1900 - Henri Pensis, direttore d'orchestra, compositore e violinista lussemburghese († 1958)
- 1900 - Pinchi, paroliere italiano († 1971)
- 1900 - Egidio Renzi, operaio, partigiano e antifascista italiano († 1944)
- 1900 - Nikolaj Fëdorovič Pogodin, drammaturgo russo († 1962)

## XX secolo(834)
- 1901 - Aldo Camerino, critico letterario, traduttore e scrittore italiano († 1966)
- 1901 - Pietro Caporilli, storico, scrittore e giornalista italiano († 1977)
- 1901 - Giuseppe Cioffi, compositore e direttore d'orchestra italiano († 1976)
- 1901 - Prithviraj Kapoor, attore indiano († 1972)
- 1901 - Leopoldo III del Belgio, re belga († 1983)
- 1901 - André Malraux, scrittore e politico francese († 1976)
- 1902 - Bill Adams, calciatore inglese († 1963)
- 1902 - Robert Morris, allenatore di pallacanestro statunitense († 1986)
- 1902 - Miguel Sandoval, pianista, direttore d'orchestra e compositore guatemalteco († 1953)
- 1903 - Alfeo Corassori, politico italiano († 1965)
- 1903 - Walker Evans, fotografo statunitense († 1975)
- 1903 - Kyūya Fukada, alpinista e scrittore giapponese († 1971)
- 1903 - Charles Rigoulot, sollevatore francese († 1962)
- 1903 - Aristide Sansoni, calciatore italiano
- 1904 - Alberto Carocci, scrittore e giornalista italiano († 1972)
- 1904 - Jūlijs Lindenbergs, calciatore lettone
- 1904 - Emilio Recoba, calciatore uruguaiano († 1992)
- 1904 - Irma Sorter, attrice statunitense († 1968)
- 1905 - Joe Bambrick, calciatore nordirlandese († 1983)
- 1905 - Sigge Fürst, attore svedese († 1984)
- 1905 - Tokujiro Namikoshi, medico giapponese († 2000)
- 1905 - Einar Sandberg, calciatore norvegese († 1987)
- 1905 - Roberto Sternisa, calciatore italiano († 1977)
- 1906 - Carl Boyer, matematico e saggista statunitense († 1976)
- 1906 - Marcello Casale de Bustis y Figoroa, militare italiano († 1936)
- 1906 - Alma Rosé, violinista austriaca († 1944)
- 1906 - Fioravante Seibezzi, pittore italiano († 1974)
- 1906 - Gennaro Verolino, arcivescovo cattolico italiano († 2005)
- 1907 - Raymond Bussières, attore, scrittore e produttore cinematografico francese († 1982)
- 1907 - Luigi Forlenza, generale italiano († 1989)
- 1907 - Frank Séchehaye, calciatore e allenatore di calcio svizzero († 1982)
- 1907 - Giusto Tolloy, militare, partigiano e politico italiano († 1987)
- 1908 - José Carlos Castillo García-Tudela, calciatore spagnolo († 1981)
- 1908 - Nicolò Curto, calciatore italiano
- 1908 - Jack Donohue, regista, produttore televisivo e attore statunitense († 1984)
- 1908 - Hans-Dietrich Ernst, avvocato e militare tedesco († 1986)
- 1908 - Giovanni Leone, politico, avvocato e giurista italiano († 2001)
- 1908 - Bob Livingston, hockeista su ghiaccio statunitense († 1974)
- 1908 - Bronko Nagurski, giocatore di football americano statunitense († 1990)
- 1908 - Helmut Rauca, militare tedesco († 1983)
- 1908 - Cesario Rodi, politico italiano († 1993)
- 1908 - Eddie Scarf, lottatore australiano († 1980)
- 1909 - Ferenc Hepp, arbitro di pallacanestro e dirigente sportivo ungherese († 1980)
- 1909 - Maiola Kalili, nuotatore statunitense († 1972)
- 1909 - James Reston, giornalista statunitense († 1995)
- 1909 - Theodor Tolsdorff, generale tedesco († 1978)
- 1910 - Richard Hurndall, attore britannico († 1984)
- 1910 - Woody Pitzer, cestista e allenatore di pallacanestro statunitense († 2001)
- 1910 - Karel Zeman, regista e animatore cecoslovacco († 1989)
- 1911 - Marija Barabanova, attrice sovietica († 1993)
- 1911 - Kick Smit, calciatore olandese († 1974)
- 1912 - Victor Borghi, fondista svizzero († 1986)
- 1912 - Alfredo Stroessner, politico e generale paraguaiano († 2006)
- 1913 - Albert Cossery, scrittore egiziano († 2008)
- 1913 - Nat Frankel, cestista statunitense († 2006)
- 1913 - Marika Rökk, attrice, ballerina e cantante ungherese († 2004)
- 1914 - Nereo Alfieri, archeologo italiano († 1995)
- 1914 - Giacinto Ellena, allenatore di calcio e calciatore italiano († 2000)
- 1914 - Luigi Ferraro, ufficiale italiano († 2006)
- 1914 - Jules Rossi, ciclista su strada italiano († 1968)
- 1914 - Heinrich Springer, militare tedesco († 2007)
- 1914 - Renato Tori, calciatore e allenatore di calcio italiano († 1983)
- 1915 - Annalisa Bossi, tennista tedesca († 2015)
- 1915 - Osvaldo Miranda, attore argentino († 2011)
- 1915 - Amleto Sartori, scultore e poeta italiano († 1962)
- 1916 - Pier Fausto Palumbo, storico italiano († 2000)
- 1917 - Roberta Mari, attrice italiana († 1993)
- 1917 - Amilcare Pasini, vescovo cattolico italiano († 1995)
- 1918 - Bob Feller, giocatore di baseball statunitense († 2010)
- 1918 - Vittorio Geraci, partigiano e politico italiano († 2004)
- 1918 - Ann Hutchinson, ballerina e coreografa statunitense († 2022)
- 1918 - Prân Nath, musicista e cantante pakistano († 1996)
- 1918 - Dean Riesner, sceneggiatore statunitense († 2002)
- 1919 - Carmine Adamo, pittore italiano († 2012)
- 1919 - Jesús Blasco, fumettista spagnolo († 1995)
- 1919 - Moshe Brawer, geografo israeliano († 2020)
- 1919 - Bert Freed, attore statunitense († 1994)
- 1919 - Corrado Galzio, pianista italiano († 2020)
- 1919 - Frida Misul, superstite dell'Olocausto italiana († 1992)
- 1919 - Renzo Monti, calciatore italiano
- 1919 - Blond-Blond, cantante algerino († 1999)
- 1919 - Marty Servo, pugile statunitense († 1969)
- 1920 - Mel Barnett, sollevatore britannico († 1999)
- 1920 - Oodgeroo Noonuccal, poetessa, attivista e artista australiana († 1993)
- 1921 - Charles Bronson, attore statunitense († 2003)
- 1921 - Alison Burton, tennista australiana († 2014)
- 1921 - Oreste Carpi, pittore italiano († 2008)
- 1921 - Gianni Di Benedetto, attore italiano († 2014)
- 1921 - Franco Mancini, filologo e bibliotecario italiano († 2008)
- 1921 - Václav Morávek, calciatore cecoslovacco († 2001)
- 1921 - Domenico Porzio, giornalista, critico letterario e critico d'arte italiano († 1990)
- 1922 - Alan Bannister, pistard britannico († 2007)
- 1922 - Gaetano Di Modica, chimico italiano († 2014)
- 1922 - Han Chang-wha, calciatore sudcoreano († 2006)
- 1922 - Dick Triptow, cestista e allenatore di pallacanestro statunitense († 2015)
- 1923 - Glen Brand, lottatore statunitense († 2008)
- 1923 - Violetta Elvin, danzatrice sovietica († 2021)
- 1923 - Gino Gerola, poeta e scrittore italiano († 2006)
- 1923 - Elly Joenara, attrice e produttrice cinematografica indonesiana († 1992)
- 1923 - Charles Nolte, attore e regista teatrale statunitense († 2010)
- 1923 - Tomás Ó Fiaich, cardinale e arcivescovo cattolico irlandese († 1990)
- 1923 - Wayne See, cestista statunitense († 2019)
- 1923 - Leonard Stone, attore statunitense († 2011)
- 1923 - Giovanni Battista Urbani, politico italiano († 2018)
- 1924 - Stefan Brecht, poeta, critico teatrale e filosofo statunitense († 2009)
- 1924 - Ruggero Crotti, giocatore di biliardo italiano († 2015)
- 1924 - Erzsébet Gulyás-Köteles, ginnasta ungherese († 2019)
- 1924 - Alberto Manzi, docente, pedagogista e scrittore italiano († 1997)
- 1924 - István Pakó, calciatore ungherese († 1949)
- 1924 - Giuseppe Perricone, politico italiano († 1997)
- 1924 - Samuel Ruiz García, vescovo cattolico messicano († 2011)
- 1924 - Nina Urdang, cestista sovietica († 1994)
- 1925 - Monica Hughes, scrittrice britannica († 2003)
- 1925 - Ricardo Porro, architetto cubano († 2014)
- 1925 - Stefano Rizzardi, militare italiano († 1943)
- 1926 - Valdas Adamkus, politico lituano
- 1926 - Maurice Couture, arcivescovo cattolico canadese († 2018)
- 1926 - Pietro Miniussi, ex calciatore italiano
- 1927 - Yekutiel Adam, generale israeliano († 1982)
- 1927 - Zbigniew Cybulski, attore polacco († 1967)
- 1927 - Peggy McCay, attrice statunitense († 2018)
- 1927 - Odvar Nordli, politico norvegese († 2018)
- 1927 - Giampiero Orsello, politico e giurista italiano († 2006)
- 1927 - Florence Patterson, attrice canadese († 1995)
- 1927 - Osvaldo Riva, lottatore italiano († 2004)
- 1927 - Jan Stoeckart, compositore, direttore d'orchestra e trombonista olandese († 2017)
- 1927 - Thomas Wharton, arbitro di calcio scozzese († 2005)
- 1928 - Antonio Carpino, avvocato e politico italiano († 1987)
- 1928 - Renato De Falco, filologo e scrittore italiano († 2016)
- 1928 - Maria Luisa Gatti Perer, storica dell'arte italiana († 2009)
- 1928 - Wanda Hendrix, attrice statunitense († 1981)
- 1928 - Nick Holonyak Jr., inventore statunitense († 2022)
- 1928 - Gōseki Kojima, fumettista giapponese († 2000)
- 1928 - Osamu Tezuka, fumettista, animatore e produttore televisivo giapponese († 1989)
- 1928 - George Yardley, cestista statunitense († 2004)
- 1929 - Charles Antenen, calciatore svizzero († 2000)
- 1929 - Muhammad Abd-al-Rahman Barker, linguista, autore di giochi e scrittore statunitense († 2012)
- 1929 - Claudia Barrett, attrice statunitense († 2021)
- 1929 - Jan Brooijmans, calciatore olandese († 1996)
- 1929 - Giuseppe Buratti, ciclista su strada italiano († 2008)
- 1929 - Lucio Ceva, scrittore e storico italiano († 2016)
- 1929 - Oleg Grabar, storico dell'arte e archeologo francese († 2011)
- 1929 - Joe Johnson, giocatore di football americano statunitense († 2003)
- 1929 - Dušan Nenković, allenatore di calcio jugoslavo († 2007)
- 1929 - Morena Amabile Pagliai, politica italiana († 2017)
- 1929 - Edwin Richards, schermidore statunitense († 2012)
- 1930 - Boris Biancheri, diplomatico e scrittore italiano († 2011)
- 1930 - Phil Crane, politico statunitense († 2014)
- 1930 - Danilo Ravani, ex calciatore italiano
- 1930 - Brian Robinson, ciclista su strada e pistard britannico († 2022)
- 1930 - Tsutomu Seki, astronomo giapponese
- 1930 - Lois Smith, attrice statunitense
- 1930 - Frits Staal, indologo e filosofo olandese († 2012)
- 1931 - Raffaello Cortesini, medico italiano († 2024)
- 1931 - Mustafa Dağıstanlı, lottatore e politico turco († 2022)
- 1931 - Chet Noe, cestista statunitense († 2025)
- 1931 - Gianfranco Rossi, scrittore e poeta italiano († 2000)
- 1931 - Monica Vitti, attrice italiana († 2022)
- 1931 - Miroslav Čtvrtníček, calciatore cecoslovacco († 2006)
- 1932 - Guillaume Bieganski, calciatore francese († 2016)
- 1932 - Antonio Ciciliano, velista italiano († 2015)
- 1932 - Thomas J. Manton, politico statunitense († 2006)
- 1932 - John McNally, pugile nordirlandese († 2022)
- 1932 - Franco Mosino, filologo e grecista italiano († 2015)
- 1932 - Larry Pinto de Faria, calciatore brasiliano († 2016)
- 1932 - Ernest Pohl, calciatore polacco († 1995)
- 1932 - Albert Reynolds, politico irlandese († 2014)
- 1933 - John Barry, compositore e arrangiatore britannico († 2011)
- 1933 - Elio Battaglia, baritono italiano († 2024)
- 1933 - Ken Berry, attore statunitense († 2018)
- 1933 - Giuseppe Bommarito, ex velocista italiano
- 1933 - Jeremy Brett, attore britannico († 1995)
- 1933 - Aneta Corsaut, attrice statunitense († 1995)
- 1933 - Michael Dukakis, avvocato e politico statunitense
- 1933 - António Fernando Barbosa da Silva, ex calciatore portoghese
- 1933 - Celina Jesionowska, ex velocista polacca
- 1933 - Charles Porter, mafioso e collaboratore di giustizia statunitense († 2016)
- 1933 - Amartya Sen, economista e filosofo indiano
- 1934 - Raul Donazar Calvet, calciatore brasiliano († 2008)
- 1934 - Max Forster, ex bobbista svizzero
- 1934 - Bob Hopkins, cestista e allenatore di pallacanestro statunitense († 2015)
- 1934 - Zdeňka Moutelíková, ex cestista cecoslovacca
- 1934 - Ted Risenhoover, politico statunitense († 2006)
- 1934 - Olghina di Robilant, giornalista e scrittrice italiana († 2021)
- 1935 - Aldo Bernardini, storico del cinema e critico cinematografico italiano († 2023)
- 1935 - Enrico Berti, filosofo italiano († 2022)
- 1935 - Gero Bisanz, allenatore di calcio e calciatore tedesco († 2014)
- 1935 - Anthony Hampden Dickson, vescovo cattolico giamaicano († 2022)
- 1935 - Pietro Montresori, politico italiano († 2010)
- 1935 - Hugues de Varine, archeologo, storico e museologo francese
- 1935 - John Young, ex calciatore e allenatore di calcio scozzese
- 1935 - Abuna Paulos, arcivescovo cristiano orientale etiope († 2012)
- 1936 - Roy Emerson, ex tennista australiano
- 1936 - Peter Farmer, scenografo britannico († 2017)
- 1936 - Paula Marosi, schermitrice ungherese († 2022)
- 1936 - Valentin Pšenicyn, biatleta sovietico († 2007)
- 1936 - Edmondo Rabanser, hockeista su ghiaccio e allenatore di hockey su ghiaccio italiano († 2016)
- 1936 - Takao Saitō, fumettista giapponese († 2021)
- 1936 - Emanuele Vinassa de Regny, divulgatore scientifico, giornalista e curatore editoriale italiano († 2012)
- 1937 - Andrea Carandini, archeologo e saggista italiano
- 1937 - Alekos Kontovounīsios, cestista e allenatore di pallacanestro greco († 2025)
- 1937 - Vittorio Taddia, ex calciatore italiano
- 1937 - Lynn Woolsey, politica statunitense
- 1938 - Pupi Avati, regista, sceneggiatore e produttore cinematografico italiano
- 1938 - Antonella Bruno Ganeri, politica italiana
- 1938 - Antonio Lisi, politico e avvocato italiano († 1999)
- 1938 - Frank McKinney, nuotatore statunitense († 1992)
- 1938 - Terrence McNally, drammaturgo, librettista e sceneggiatore statunitense († 2020)
- 1938 - Vanda Milano, psichiatra e politica italiana († 2014)
- 1938 - Jean Rollin, regista cinematografico, sceneggiatore e attore francese († 2010)
- 1939 - Adi Da Samraj, personalità religiosa e artista statunitense († 2008)
- 1939 - Joe McPhee, sassofonista e trombettista statunitense
- 1940 - Charlie Gallagher, calciatore irlandese († 2021)
- 1940 - Gianni Mascolo, cantante italiano († 2016)
- 1940 - Roberto Mazzotta, banchiere e politico italiano
- 1940 - Ciro Paglia, giornalista e saggista italiano († 2013)
- 1941 - Jean-Paul Costa, magistrato francese († 2023)
- 1941 - Ikuo Matsumoto, allenatore di calcio e ex calciatore giapponese
- 1941 - Elías Muñoz, ex calciatore messicano
- 1942 - Óscar Benalcázar, ex cestista peruviano
- 1942 - Hans Meyer, allenatore di calcio e ex calciatore tedesco
- 1942 - Adriano Passuello, ex ciclista su strada italiano
- 1942 - Martin Cruz Smith, scrittore e giornalista statunitense († 2025)
- 1942 - Priit Tomson, ex cestista sovietico
- 1943 - Daniel Contet, tennista francese († 2018)
- 1943 - Linda Tee Cutchin, fotografa, critica d'arte e scrittrice statunitense († 2006)
- 1943 - Juan Carlos Domínguez, calciatore argentino († 2021)
- 1943 - Bert Jansch, chitarrista e cantautore scozzese († 2011)
- 1943 - Jorge Miguel, ex calciatore brasiliano
- 1943 - Aldo Sartori, politico italiano
- 1944 - Frank Collin, politico statunitense
- 1944 - Ruggero Dondi, attore e doppiatore italiano
- 1944 - Mel Farr, giocatore di football americano statunitense († 2015)
- 1944 - Franco Polti, imprenditore italiano
- 1944 - Fahrudin Prljača, ex calciatore jugoslavo
- 1944 - Eva Renzi, attrice tedesca († 2005)
- 1944 - Tom Shales, giornalista e critico televisivo statunitense († 2024)
- 1944 - Laura Troschel, attrice e cantante italiana († 2016)
- 1944 - James C. Wofford, cavaliere statunitense († 2023)
- 1945 - Evelino Aio, rugbista a 15 italiano
- 1945 - Bernard Anselme, politico belga
- 1945 - Gerd Müller, calciatore e dirigente sportivo tedesco († 2021)
- 1945 - Fuad Muzurović, allenatore di calcio e ex calciatore bosniaco
- 1945 - Peder Pedersen, pistard e dirigente sportivo danese († 2015)
- 1945 - Ferenc Seres, ex lottatore ungherese
- 1945 - Nick Simper, bassista britannico
- 1946 - Massimo Camisasca, vescovo cattolico e teologo italiano
- 1946 - Udo Hempel, ex pistard tedesco
- 1946 - Tommy Jackson, allenatore di calcio e ex calciatore nordirlandese
- 1946 - Beat Kuert, regista cinematografico, produttore cinematografico e sceneggiatore svizzero
- 1946 - Manuel Elkin Patarroyo, medico colombiano († 2025)
- 1946 - Tom Savini, attore, truccatore e effettista statunitense
- 1946 - Andrzej Skrzydlewski, lottatore polacco († 2006)
- 1947 - Bob Arnzen, ex cestista statunitense
- 1947 - Mazie Hirono, politica e avvocata statunitense
- 1947 - Joe Lala, percussionista, batterista e attore statunitense († 2014)
- 1947 - Claudia Mancina, politica, filosofa e storica della filosofia italiana
- 1947 - Dag Navestad, ex calciatore norvegese
- 1947 - Siiri Oviir, politica estone
- 1947 - Jan Steadman, ex calciatore trinidadiano
- 1947 - Walter Taccone, imprenditore italiano
- 1948 - Karl Cordin, ex sciatore alpino austriaco
- 1948 - Akira Emoto, attore giapponese
- 1948 - Helmuth Koinigg, pilota automobilistico austriaco († 1974)
- 1948 - Ermanno Leo, medico e chirurgo italiano
- 1948 - Lulu, cantante e attrice britannica
- 1948 - Mara Sacchi, ex nuotatrice italiana
- 1948 - Lia Tanzi, attrice italiana
- 1948 - Rainer Zobel, ex calciatore e allenatore di calcio tedesco
- 1949 - Josep Maria Abella Batlle, missionario e vescovo cattolico spagnolo
- 1949 - Doc Comparato, drammaturgo, autore televisivo e sceneggiatore brasiliano
- 1949 - Jack Epps Jr., sceneggiatore statunitense
- 1949 - Mike Evans, attore statunitense († 2006)
- 1949 - Eduardo Ferro Rodrigues, politico portoghese
- 1949 - Luigi Giuliano, mafioso e collaboratore di giustizia italiano
- 1949 - Aleksandr Borisovič Gradskij, cantante e compositore sovietico († 2021)
- 1949 - Larry Holmes, ex pugile statunitense
- 1949 - Sergio Iritale, politico italiano
- 1949 - Roswitha Krause, ex nuotatrice e pallamanista tedesca
- 1949 - Umberto Scarimboli, dirigente d'azienda italiano
- 1949 - Anna Wintour, giornalista e editrice britannica
- 1949 - Nando dalla Chiesa, scrittore, sociologo e politico italiano
- 1950 - Roberto Anfossi, pittore, scultore e ceramista italiano
- 1950 - Bernard Bober, arcivescovo cattolico e teologo slovacco
- 1950 - Nicolò Cammarata, giocatore di biliardo italiano
- 1950 - Sergio Escobar, direttore teatrale e dirigente pubblico italiano
- 1950 - Pépé Grégoire, scultore olandese
- 1950 - Michel Khleifi, regista e sceneggiatore palestinese
- 1950 - Peter Koch, ex calciatore tedesco
- 1950 - Massimo Mongai, scrittore italiano († 2016)
- 1950 - Bruno Ninaber van Eyben, gioielliere, designer e medaglista olandese
- 1950 - Skip Prosser, allenatore di pallacanestro statunitense († 2007)
- 1950 - James Rothman, biologo statunitense
- 1950 - Karen Stives, cavallerizza statunitense († 2015)
- 1950 - Vasilikī Thanou-Christofilou, magistrata e politica greca
- 1950 - Marija Vergova-Petkova, ex discobola bulgara
- 1950 - Mick Wadsworth, allenatore di calcio, dirigente sportivo e ex calciatore inglese
- 1950 - Bryan Williams, ex rugbista a 15, allenatore di rugby a 15 e dirigente sportivo neozelandese
- 1950 - Snežana Šipka, ex cestista jugoslava
- 1951 - Me Me Lay, attrice birmana
- 1951 - José Santos Romero, allenatore di calcio e ex calciatore argentino
- 1951 - Loren Toews, ex giocatore di football americano statunitense
- 1952 - Ingi Björn Albertsson, ex calciatore e allenatore di calcio islandese
- 1952 - James Barbagallo, pianista statunitense († 1996)
- 1952 - Roseanne Barr, attrice, conduttrice televisiva e doppiatrice statunitense
- 1952 - Michel Boujenah, attore e regista francese
- 1952 - Jim Cummings, doppiatore statunitense
- 1952 - Baldovino Dassù, golfista italiano
- 1952 - Teresa De Sio, cantautrice e scrittrice italiana
- 1952 - Ángel De los Santos, ex calciatore spagnolo
- 1952 - David Ho, medico taiwanese
- 1952 - Luís Antônio Neto, ex calciatore brasiliano
- 1953 - Kate Capshaw, attrice, produttrice cinematografica e ex modella statunitense
- 1953 - Rebecca Gilling, attrice australiana
- 1953 - Dario Mairano, fumettista italiano († 2010)
- 1953 - Dennis Miller, attore, conduttore televisivo e conduttore radiofonico statunitense
- 1953 - Vilma Santos, politica, attrice e cantante filippina
- 1953 - Jürgen Straub, ex mezzofondista tedesco
- 1953 - Hidehito Ueda, regista giapponese († 2015)
- 1954 - Massimo Campanini, islamista, storico della filosofia e traduttore italiano († 2020)
- 1954 - David Carnegie, XIV conte di Northesk, politico scozzese († 2010)
- 1954 - Kevin Chilton, ex astronauta e generale statunitense
- 1954 - Rosa Filippini, politica e attivista italiana
- 1954 - Carlos Girón Gutiérrez, tuffatore messicano († 2020)
- 1954 - Adam Ant, cantante, polistrumentista e attore britannico
- 1954 - Brigitte Lin, attrice taiwanese
- 1954 - Susan Petrilli, semiologa e filosofa italiana
- 1954 - Phil Simms, ex giocatore di football americano statunitense
- 1954 - Aleksandr Uss, politico e imprenditore russo
- 1955 - Millan Baçi, ex calciatore albanese
- 1955 - Steven Gregg, nuotatore statunitense († 2024)
- 1955 - Eisi Gulp, attore, ballerino e showman tedesco
- 1955 - Michel Renquin, allenatore di calcio e ex calciatore belga
- 1955 - Yukihiko Tsutsumi, regista e sceneggiatore giapponese
- 1956 - Francesco Barbato, politico italiano
- 1956 - Eike Batista, imprenditore brasiliano
- 1956 - Gijs de Lange, attore e regista teatrale olandese († 2022)
- 1956 - Andrea Marko, allenatore di calcio e ex calciatore albanese
- 1956 - Gary Ross, regista, sceneggiatore e produttore cinematografico statunitense
- 1957 - Paola Inverardi, informatica italiana
- 1957 - Steve Johnson, ex cestista statunitense
- 1957 - Dolph Lundgren, attore, produttore cinematografico e artista marziale svedese
- 1957 - Gary Olsen, attore britannico († 2000)
- 1957 - Gelu Radu, ex sollevatore rumeno
- 1957 - Stefano Reali, regista, compositore e sceneggiatore italiano
- 1957 - Xénia Siska, ex ostacolista ungherese
- 1957 - Maria Gabriella Zen, compositrice italiana
- 1958 - Jorge Gáspari, ex calciatore argentino
- 1958 - Jennifer Smit, scrittrice, ex discobola e pesista olandese
- 1958 - Antonella Valentini, ex nuotatrice italiana
- 1959 - Mary Byrne, cantante irlandese
- 1959 - Danielle Dewandeler, ex cestista belga
- 1959 - Hal Hartley, regista, sceneggiatore e produttore cinematografico statunitense
- 1959 - Luis Molina, ex rugbista a 15 argentino
- 1959 - Timothy Patrick Murphy, attore statunitense († 1988)
- 1959 - Silvio Rojas, ex calciatore boliviano
- 1960 - Anna Cesareni, doppiatrice e direttrice del doppiaggio italiana
- 1960 - Eugène Kabongo, allenatore di calcio e ex calciatore della Repubblica Democratica del Congo
- 1960 - Karch Kiraly, ex pallavolista, ex giocatore di beach volley e allenatore di pallavolo statunitense
- 1960 - William Monahan, sceneggiatore, regista e romanziere statunitense
- 1960 - Sharon Monplaisir, ex schermitrice statunitense
- 1960 - Paul Ruto, ex mezzofondista keniota
- 1960 - Franco Togni, maratoneta, fondista di corsa in montagna e triatleta italiano († 2016)
- 1960 - John Walsh, politico statunitense
- 1961 - David Armstrong-Jones, II conte di Snowdon, nobile britannico
- 1961 - Serge-Thomas Bonino, religioso e teologo francese
- 1961 - Jorge Carrasco, ex calciatore cileno
- 1961 - Chris Dickson, velista neozelandese
- 1961 - Michael Frost, ex sciatore alpino statunitense
- 1961 - Sven Habermann, ex calciatore canadese
- 1961 - David Linden, neuroscienziato statunitense
- 1961 - Moeketsi Majoro, economista e politico lesothiano
- 1961 - Lee Montgomery, attore canadese
- 1961 - Richard Pearson, montatore statunitense
- 1961 - Jaroslav Šilhavý, allenatore di calcio e ex calciatore ceco
- 1961 - Greg Townsend, ex giocatore di football americano statunitense
- 1962 - Paolo Bargiggia, giornalista e conduttore televisivo italiano
- 1962 - David Brenner, montatore statunitense († 2022)
- 1962 - Ennio Dal Bianco, allenatore di calcio e ex calciatore italiano
- 1962 - Kym Hampton, ex cestista statunitense
- 1962 - Phil Katz, informatico statunitense († 2000)
- 1962 - Slavko Kotnik, ex cestista sloveno
- 1962 - Andy Mapple, sciatore nautico britannico († 2015)
- 1962 - Gabe Newell, autore di videogiochi statunitense
- 1962 - Bartolomeo Pepe, politico italiano († 2021)
- 1962 - Antti Rinne, politico finlandese
- 1962 - Ben Seresin, direttore della fotografia neozelandese
- 1962 - Jacqui Smith, politica britannica
- 1963 - Howard Ballard, ex giocatore di football americano statunitense
- 1963 - Heinz Beck, cuoco tedesco
- 1963 - Massimiliano Duran, ex pugile italiano
- 1963 - Roland Grahammer, ex calciatore tedesco
- 1963 - Davis Guggenheim, regista e produttore cinematografico statunitense
- 1963 - Brian Henson, regista e produttore cinematografico statunitense
- 1963 - António Francisco Jaca, vescovo cattolico angolano
- 1963 - Afef Jnifen, showgirl, modella e conduttrice televisiva tunisina
- 1963 - Jiří Okáč, ex cestista ceco
- 1963 - Brett Papworth, rugbista a 13, rugbista a 15 e dirigente sportivo australiano
- 1963 - Marina Pennafina, attrice italiana
- 1963 - Ian Wright, opinionista e ex calciatore inglese
- 1964 - Matteo Arpe, banchiere e dirigente d'azienda italiano
- 1964 - Gesine Arps, artista tedesca
- 1964 - Gregório Ben Lâmed Paixão, arcivescovo cattolico brasiliano
- 1964 - Milly D'Abbraccio, ex attrice pornografica italiana
- 1964 - Brenda Fassie, cantante sudafricana († 2004)
- 1964 - Clara Moroni, cantautrice, compositrice e produttrice discografica italiana
- 1964 - Cristina Parodi, giornalista e conduttrice televisiva italiana
- 1964 - Paprika Steen, attrice e regista danese
- 1965 - Paolo Audino, cantautore e paroliere italiano
- 1965 - Bakir Beširević, ex calciatore bosniaco
- 1965 - John Feskens, allenatore di calcio e ex calciatore olandese
- 1965 - Michelle Fischbach, politica statunitense
- 1965 - Borislav Gidikov, ex sollevatore bulgaro
- 1965 - Johnny Harris, attore britannico
- 1965 - Gert Heerkes, allenatore di calcio e dirigente sportivo olandese
- 1965 - Stefania Limiti, giornalista e saggista italiana
- 1965 - Merab Ninidze, attore georgiano
- 1965 - Ann Scott, scrittrice francese
- 1965 - Alex Tobin, ex calciatore australiano
- 1966 - Caroline Beil, attrice e conduttrice televisiva tedesca
- 1966 - Pasquale Buonarota, attore e regista teatrale italiano
- 1966 - Nikos Charalampous, ex calciatore cipriota
- 1966 - Vincent Franklin, attore britannico
- 1966 - Francesco Gallo, politico italiano
- 1966 - Gil Baiano, ex calciatore brasiliano
- 1966 - José Miguel Minhonha, ex calciatore angolano
- 1966 - Gervas John Mwasikwabhila Nyaisonga, arcivescovo cattolico tanzaniano
- 1966 - Julio Rodríguez, ex cestista argentino
- 1966 - Massimo Savarese, ex arbitro di pallanuoto italiano
- 1966 - Paolo Valente, scrittore e giornalista italiano
- 1966 - Isa B, conduttrice televisiva italiana
- 1967 - Birk Anders, ex biatleta tedesco orientale
- 1967 - Pëtr Bоčkаrëv, ex astista russo
- 1967 - Ursula e Sabina Eriksson, criminale svedese
- 1967 - Pietro Ferrario, direttore di coro, compositore e pianista italiano
- 1967 - Pablo Guerrero Martínez, avvocato e politico ecuadoriano
- 1967 - Adama Koné Clofie, ex calciatore ivoriano
- 1967 - Giulio Manfredonia, regista e sceneggiatore italiano
- 1967 - Luisa Marzotto, attrice italiana
- 1967 - Miguel Mas, attore e regista cinematografico argentino
- 1967 - Mykola Mil'čev, tiratore a volo ucraino
- 1967 - Michael Morhaime, imprenditore e informatico statunitense
- 1967 - Antonio Pettigrew, velocista statunitense († 2010)
- 1967 - Giovanni Schillaci, ex lottatore italiano
- 1967 - Mario Solimeno, ex calciatore italiano
- 1967 - John Tomac, ex ciclista su strada e mountain biker statunitense
- 1967 - Steven Wilson, cantautore e musicista britannico
- 1968 - Jovica Arsić, allenatore di pallacanestro serbo
- 1968 - Alex Chandon, regista e sceneggiatore britannico
- 1968 - Alberto Iñurrategi, alpinista spagnolo
- 1968 - Deborah Liotti, ex cestista italiana
- 1968 - Aca Lukas, cantante serbo
- 1968 - Kleber Mendonça Filho, regista, sceneggiatore e produttore cinematografico brasiliano
- 1968 - Debbie Rochon, attrice, sceneggiatrice e produttrice cinematografica canadese
- 1968 - James Werner Zawinski, informatico statunitense
- 1969 - Saud Al-Otaibi, ex calciatore saudita
- 1969 - Mattia Binotto, ingegnere e dirigente sportivo italiano
- 1969 - Myron Brown, ex cestista statunitense
- 1969 - Annie Burgess, ex cestista papuana
- 1969 - Sahib Abbas Hassan, ex calciatore iracheno
- 1969 - Laura Latini, doppiatrice italiana († 2012)
- 1969 - Trisha Mann-Grant, attrice statunitense
- 1969 - Armin Meier, dirigente sportivo e ex ciclista su strada svizzero
- 1969 - Robert Miles, compositore, produttore discografico e disc jockey italiano († 2017)
- 1969 - Petteri Orpo, politico finlandese
- 1969 - Dachhiri Sherpa, ex fondista e ultramaratoneta nepalese
- 1969 - Borjana Stojanova, ex ginnasta bulgara
- 1969 - Rhashan Stone, attore statunitense
- 1969 - Éric Struelens, ex cestista, allenatore di pallacanestro e dirigente sportivo belga
- 1969 - Oleh Tverdochlib, ostacolista ucraino († 1995)
- 1969 - Niels van Steenis, ex canottiere olandese
- 1970 - Dawn Marie, attrice, modella e ex wrestler statunitense
- 1970 - Hiroki Endo, fumettista giapponese
- 1970 - Jeanette Epps, ex astronauta statunitense
- 1970 - Lucia Esposito, politica italiana
- 1970 - Geir Frigård, ex calciatore norvegese
- 1970 - Andrzej Juskowiak, ex calciatore polacco
- 1970 - Pedro Proença, ex arbitro di calcio portoghese
- 1970 - Lucas Secon, rapper e produttore discografico danese
- 1970 - Almir Turković, allenatore di calcio e ex calciatore bosniaco
- 1971 - Raúl Cano, attore, cantante e comico spagnolo
- 1971 - Unai Emery, allenatore di calcio e ex calciatore spagnolo
- 1971 - Darrin Hancock, ex cestista statunitense
- 1971 - Sam Houser, autore di videogiochi britannico
- 1971 - Andrew Kratzmann, ex tennista australiano
- 1971 - Salvatore Lazzaro, attore italiano
- 1971 - Vincenzo Matrone, ex calciatore italiano
- 1971 - Dylan Moran, attore, comico e scrittore irlandese
- 1971 - Gustavo Neffa, ex calciatore paraguaiano
- 1971 - Nils Nielsen, allenatore di calcio danese
- 1971 - Sergio Rondina, allenatore di calcio e ex calciatore argentino
- 1971 - Stella Soleil, cantante statunitense
- 1971 - Heather Stephens, attrice statunitense
- 1971 - Alberto Torriani, arcivescovo cattolico italiano
- 1971 - Alison Williamson, arciera britannica
- 1971 - Dwight Yorke, allenatore di calcio e ex calciatore trinidadiano
- 1972 - Ugo Ehiogu, calciatore e allenatore di calcio inglese († 2017)
- 1972 - Jochen Endreß, ex calciatore tedesco
- 1972 - Diego Gutiérrez, ex calciatore colombiano
- 1972 - Hubertus Heil, politico tedesco
- 1972 - Adrian Ježina, ex pallanuotista e manager croato
- 1972 - Rodrigo Riera, ex cestista uruguaiano
- 1972 - Roberto Salemi, attore italiano
- 1972 - Klévisson Viana, poeta e scrittore brasiliano
- 1973 - Silvia Azzoni, danzatrice italiana
- 1973 - Julia Channel, attrice cinematografica e ex attrice pornografica francese
- 1973 - Armando Evangelista, allenatore di calcio e ex calciatore portoghese
- 1973 - Caroline Gedde-Dahl, ex sciatrice alpina norvegese
- 1973 - Luca Ghignone, doppiatore e direttore del doppiaggio italiano
- 1973 - Barbara Gubellini, autrice televisiva, conduttrice televisiva e giornalista italiana
- 1973 - Ana Milán, attrice, conduttrice televisiva e doppiatrice spagnola
- 1973 - Patrick Moreau, ex calciatore francese
- 1973 - Andy Myers, ex calciatore britannico
- 1973 - Ebelio Ordóñez, ex calciatore ecuadoriano
- 1973 - Michelle Palmisano, ex cestista statunitense
- 1973 - Yacine Slatni, ex calciatore algerino
- 1973 - Sticky Fingaz, rapper e attore statunitense
- 1973 - Mick Thomson, chitarrista statunitense
- 1974 - Tariq Abdul-Wahad, ex cestista francese
- 1974 - Benedict Akwuegbu, ex calciatore nigeriano
- 1974 - Gabriele De Nard, mezzofondista e maratoneta italiano
- 1974 - Grzegorz Gwiazdowski, ex ciclista su strada polacco
- 1974 - Sonali Kulkarni, attrice indiana
- 1974 - Ágnes Osztolykán, politica e attivista ungherese
- 1974 - Guntis Rēķis, ex slittinista lettone
- 1974 - Véronique de la Cruz, modella francese
- 1975 - Demetrius Alexander, ex cestista statunitense
- 1975 - Gabriele Balducci, dirigente sportivo e ex ciclista su strada italiano
- 1975 - Carlotta, cantante italiana
- 1975 - Alexander De Croo, politico e imprenditore belga
- 1975 - Marta Domínguez, ex mezzofondista e siepista spagnola
- 1975 - Grischa Niermann, dirigente sportivo e ex ciclista su strada tedesco
- 1975 - Branislav Rzeszoto, ex calciatore slovacco
- 1975 - Darren Sharper, ex giocatore di football americano statunitense
- 1976 - Robert Dingl, schermidore svedese
- 1976 - Daniel Du Lac, arrampicatore francese
- 1976 - Guillermo Franco, allenatore di calcio e ex calciatore argentino
- 1976 - Kelly Herndon, ex giocatore di football americano statunitense
- 1976 - Petăr Merkov, canoista bulgaro
- 1976 - Richard Mulrooney, ex calciatore statunitense
- 1976 - Jake Shimabukuro, musicista statunitense
- 1976 - Arsen Tlechugov, ex calciatore russo
- 1977 - Damiano Dalfini, ex cestista italiano
- 1977 - Belén Fabra, attrice spagnola
- 1977 - Aria Giovanni, ex attrice pornografica statunitense
- 1977 - Paolo Longo, ex biatleta italiano
- 1977 - Jane Monheit, cantante statunitense
- 1977 - Cees Paauwe, ex calciatore olandese
- 1977 - Daniel Pemberton, compositore britannico
- 1977 - Greg Plitt, attore, culturista e modello statunitense († 2015)
- 1977 - Mark Rogers, ex calciatore canadese
- 1977 - Cathleen Rund, ex nuotatrice tedesca
- 1977 - Srđan Srdić, scrittore serbo
- 1977 - Raniero Testa, tiratore a volo italiano
- 1977 - Paul Wernick, sceneggiatore e produttore cinematografico canadese
- 1977 - Damien Woody, ex giocatore di football americano statunitense
- 1978 - Burak Demir, attore turco
- 1978 - Jaime Herrera Beutler, politica statunitense
- 1978 - Roman Lengyel, ex calciatore ceco
- 1978 - Tim McIlrath, cantante e chitarrista statunitense
- 1978 - Sergey Movsesyan, scacchista armeno
- 1978 - Vittoria Risi, attrice pornografica italiana
- 1978 - Julia Taylor, ex attrice pornografica ungherese
- 1978 - Daniel Vaca, ex calciatore boliviano
- 1979 - Pablo Aimar, allenatore di calcio e ex calciatore argentino
- 1979 - Édson Bastos, ex calciatore brasiliano
- 1979 - Emilian Dolha, ex calciatore rumeno
- 1979 - John Eustace, allenatore di calcio e ex calciatore inglese
- 1979 - Fredrik Holmberg, allenatore di calcio e ex calciatore svedese
- 1979 - Rob Jones, allenatore di calcio e ex calciatore inglese
- 1979 - Anis Ben Khaled, judoka tunisino
- 1979 - Carlos Mendieta, ex calciatore nicaraguense
- 1979 - Samuel Mokédé, ex calciatore svedese
- 1979 - Marcelo Sarmiento, ex calciatore argentino
- 1979 - Samsaya, cantante e attrice indiana
- 1980 - Waleed Ali, calciatore kuwaitiano
- 1980 - Hans Andersen, pilota motociclistico danese
- 1980 - Erdem Can, allenatore di pallacanestro turco
- 1980 - Julie Leprohon, schermitrice canadese
- 1980 - Matan Naor, ex cestista israeliano
- 1981 - Onán Barreiros, velista spagnolo
- 1981 - Cao Zhongrong, pentatleta cinese
- 1981 - Karlos Dansby, giocatore di football americano statunitense
- 1981 - Andreas Eriksson, ex calciatore svedese
- 1981 - Kenneth Fabricius, ex calciatore danese
- 1981 - Fronda, rapper svedese
- 1981 - Anneliese Heard, triatleta britannica
- 1981 - Jermaine Jones, allenatore di calcio e ex calciatore tedesco
- 1981 - Diego López, ex calciatore spagnolo
- 1981 - Rodrigo Millar, ex calciatore cileno
- 1981 - Miss Jackie, modella e ex wrestler statunitense
- 1981 - Rohan Reid, calciatore giamaicano
- 1981 - Haris Skenderović, procuratore sportivo e ex calciatore bosniaco
- 1981 - Davide Torosantucci, ex ciclista su strada italiano
- 1981 - Bobbie Traksel, ex ciclista su strada olandese
- 1981 - Matías Vuoso, ex calciatore argentino
- 1982 - Hernán Encina, ex calciatore argentino
- 1982 - Bojan Janić, allenatore di pallavolo e ex pallavolista serbo
- 1982 - Pauline Kamusewu, cantante svedese
- 1982 - Egemen Korkmaz, allenatore di calcio e ex calciatore turco
- 1982 - Janel McCarville, ex cestista statunitense
- 1982 - Iman Mobali, ex calciatore iraniano
- 1982 - Myong Song-chol, ex calciatore nordcoreano
- 1982 - Boris Pašanski, allenatore di tennis e ex tennista serbo
- 1982 - Evgenij Pljuščenko, ex pattinatore artistico su ghiaccio russo
- 1982 - Pekka Rinne, hockeista su ghiaccio finlandese
- 1982 - Danilo Sacramento, ex calciatore brasiliano
- 1982 - Igors Savčenkovs, ex calciatore lettone
- 1982 - John Shuster, giocatore di curling statunitense
- 1982 - Aleksandr Svitov, hockeista su ghiaccio russo
- 1982 - Moataz Yaseen, calciatore giordano
- 1982 - Masaru Yokoyama, compositore e arrangiatore giapponese
- 1982 - Raquel del Rosario, cantante spagnola
- 1983 - Julie Berman, attrice statunitense
- 1983 - Marvin Chávez, ex calciatore honduregno
- 1983 - Cho Yong-hyung, allenatore di calcio e ex calciatore sudcoreano
- 1983 - Lorenzo Croce, ex hockeista su ghiaccio svizzero
- 1983 - Saša Čuić, ex cestista croato
- 1983 - Marc Dansou, ex nuotatore beninese
- 1983 - Efrat Gosh, cantante e musicista israeliana
- 1983 - Tamba Hali, ex giocatore di football americano statunitense
- 1983 - Josip Lukačević, calciatore bosniaco
- 1983 - Megan Moody, ex cestista australiana
- 1983 - Vinícius Aparecido Pereira de Santana Campos, ex calciatore brasiliano
- 1983 - Shayna Rose, attrice e cantante statunitense
- 1984 - Timothy Cavicchini, cantante italiano
- 1984 - Michael Chaves, regista statunitense
- 1984 - Saúl Craviotto, canoista spagnolo
- 1984 - Bai Elorde, pugile filippino
- 1984 - Francesco Lunardini, ex calciatore italiano
- 1984 - Thiago Marin, ex calciatore brasiliano
- 1984 - Ivan Milošević, ex calciatore serbo
- 1984 - Ara Mkrtčyan, ex calciatore armeno
- 1984 - Ryō Nishikido, attore e cantante giapponese
- 1984 - Jurij Pan'kiv, ex calciatore ucraino
- 1984 - Marcus Toji, attore e doppiatore statunitense
- 1984 - LaMarr Woodley, giocatore di football americano statunitense
- 1985 - Luís Freire, allenatore di calcio portoghese
- 1985 - Tyler Hansbrough, ex cestista statunitense
- 1985 - Paul Lotman, pallavolista statunitense
- 1985 - Karin Oberhofer, ex biatleta italiana
- 1985 - Sezer Öztürk, ex calciatore turco
- 1985 - Daniele Russo, calciatore svizzero
- 1985 - Henry Shindika, ex calciatore tanzaniano
- 1985 - Philipp Tschauner, allenatore di calcio, dirigente sportivo e ex calciatore tedesco
- 1985 - Tamara Wolf, ex sciatrice alpina svizzera
- 1986 - Ólafur Arnalds, musicista e compositore islandese
- 1986 - Stefano Botta, calciatore italiano
- 1986 - Maxime Bouet, ex ciclista su strada francese
- 1986 - Paul Derbyshire, ex rugbista a 15 italiano
- 1986 - Cristián Omar Díaz, ex calciatore argentino
- 1986 - Ivan Elliott, ex cestista statunitense
- 1986 - Jon Erice, allenatore di calcio e ex calciatore spagnolo
- 1986 - Carolin Fernsebner, ex sciatrice alpina tedesca
- 1986 - Heo Young-saeng, cantante e attore sudcoreano
- 1986 - Davon Jefferson, cestista statunitense
- 1986 - Mihai Lazar, rugbista a 15 rumeno
- 1986 - Angela McGinnis, ex pallavolista e allenatrice di pallavolo statunitense
- 1986 - Babajide Ogunbiyi, ex calciatore statunitense
- 1986 - Giōrgos Panagī, ex calciatore cipriota
- 1986 - Robson Alves da Silva, ex calciatore brasiliano
- 1986 - Antonia Thomas, attrice britannica
- 1986 - Sapati Umutaua, calciatore samoano
- 1986 - Piet Velthuizen, ex calciatore olandese
- 1986 - Tom Wood, rugbista a 15 britannico
- 1987 - Courtney Barnett, cantautrice australiana
- 1987 - Cameron, wrestler statunitense
- 1987 - Elizabeth Smart, giornalista statunitense
- 1987 - Shlomi Harush, cestista israeliano
- 1987 - Charlie Houchin, ex nuotatore statunitense
- 1987 - Colin Kaepernick, attivista e giocatore di football americano statunitense
- 1987 - Alla Kudrjavceva, ex tennista russa
- 1987 - Lukáš Lacko, ex tennista slovacco
- 1987 - Ty Lawson, cestista statunitense
- 1987 - Walter Nestola, attore italiano
- 1987 - Marco Sau, calciatore italiano
- 1987 - Samuel Scheimann, ex calciatore israeliano
- 1987 - Felix Schütz, hockeista su ghiaccio tedesco
- 1987 - Kyle Seager, ex giocatore di baseball statunitense
- 1987 - Gemma Ward, supermodella e attrice australiana
- 1987 - Mariam Yehya Ibrahim, medico sudanese
- 1988 - Manuel António, mezzofondista angolano
- 1988 - Renan Bressan, ex calciatore brasiliano
- 1988 - Bruno César, ex calciatore brasiliano
- 1988 - Jennifer Doris, ex pallavolista statunitense
- 1988 - Diante Garrett, ex cestista e allenatore di pallacanestro statunitense
- 1988 - Xavier Gibson, cestista statunitense
- 1988 - Carlos Izquierdoz, calciatore argentino
- 1988 - Héctor Jiménez, ex calciatore statunitense
- 1988 - Veli Kavlak, allenatore di calcio e ex calciatore austriaco
- 1988 - Stefan Kutschke, calciatore tedesco
- 1988 - Abdoulaye M'Baye, cestista francese
- 1988 - Angus McLaren, attore australiano
- 1988 - Gran Metalik, wrestler messicano
- 1988 - Victor Namo, ex calciatore nigeriano
- 1988 - Pak Chol-ryong, calciatore nordcoreano
- 1988 - Eduardo Praes, ex calciatore brasiliano
- 1988 - Brian Qvale, ex cestista statunitense
- 1988 - Kimberly Williams, triplista giamaicana
- 1989 - Andrade, wrestler messicano
- 1989 - Alexander Brouwer, giocatore di beach volley olandese
- 1989 - Fred De Palma, cantautore e rapper italiano
- 1989 - Ashleigh Fontenette, ex cestista statunitense
- 1989 - Nav, rapper e produttore discografico canadese
- 1989 - Joyce Jonathan, cantautrice francese
- 1989 - Kim Taek-yong, videogiocatore sudcoreano
- 1989 - Kevin Kotzur, cestista statunitense
- 1989 - Filipe Joaquim Melo Silva, calciatore portoghese
- 1989 - Robert Sands, giocatore di football americano statunitense
- 1989 - Adrian Tekliński, ex pistard e ciclista su strada polacco
- 1989 - Elliott Tittensor, attore britannico
- 1989 - Jefferson White, attore statunitense
- 1989 - Zeng Chunlei, pallavolista cinese
- 1990 - Armando Alfageme, calciatore peruviano
- 1990 - Goran Antonić, calciatore serbo
- 1990 - Giulia Bianchi, ex ginnasta italiana
- 1990 - Florian Jamnig, calciatore austriaco
- 1990 - Stefan Jović, cestista serbo
- 1990 - Ivo Pękalski, calciatore svedese
- 1990 - Ellyse Perry, crickettista e ex calciatrice australiana
- 1990 - LaRoy Reynolds, giocatore di football americano statunitense
- 1990 - Łukasz Sekulski, calciatore polacco
- 1990 - Benedikt Zech, calciatore austriaco
- 1991 - Tautvydas Eliošius, calciatore lituano
- 1991 - Pontus Engblom, calciatore svedese
- 1991 - Alessia Gennari, pallavolista italiana
- 1991 - Adriana Torrebejano, attrice spagnola
- 1991 - Nikolász Iliász, schermidore ungherese
- 1991 - Anthony Jung, calciatore tedesco
- 1991 - Fabián Muñoz, ex calciatore argentino
- 1991 - Anna Odobescu, cantante moldava
- 1991 - Renato Steffen, calciatore svizzero
- 1991 - Alexandru Vremea, ex calciatore moldavo
- 1991 - Agustín Vuletich, calciatore argentino
- 1992 - Joel Allansson, calciatore svedese
- 1992 - Julius Biada, calciatore tedesco
- 1992 - Delara Burkhardt, politica tedesca
- 1992 - Joseph Clarke, canoista britannico
- 1992 - Steffi Kriegerstein, canoista tedesca
- 1992 - Donovan Léon, calciatore francese
- 1992 - Stevie May, calciatore scozzese
- 1992 - Jamie McDell, cantautrice neozelandese
- 1992 - Willi Orbán, calciatore tedesco
- 1992 - Simone Rossi, pallanuotista italiano
- 1992 - Mile Savković, calciatore serbo
- 1992 - Valerija Solov'ëva, ex tennista russa
- 1992 - Panagiōtīs Symelidīs, calciatore greco
- 1992 - Ugonna Uzochukwu, ex calciatore nigeriano
- 1992 - Billy Vunipola, rugbista a 15 australiano
- 1992 - Anrune Weyers, atleta paralimpica sudafricana
- 1993 - Ezgi Dağdelenler, pallavolista turca
- 1993 - Janoi Donacien, calciatore santaluciano
- 1993 - Rodrigo Ely, calciatore brasiliano
- 1993 - Kenny Golladay, giocatore di football americano statunitense
- 1993 - Adriana Gomes, calciatrice portoghese
- 1993 - Jette Hering, attrice tedesca
- 1993 - Kaleena Mosqueda-Lewis, cestista statunitense
- 1993 - Louis Müller, giocatore di football americano tedesco
- 1993 - Phillip Nolan, ex cestista statunitense
- 1993 - George Odum, giocatore di football americano statunitense
- 1993 - Sandra Paruszewski, lottatrice tedesca
- 1993 - Derek Reese, cestista statunitense
- 1993 - Benito Skinner, attore, comico e sceneggiatore statunitense
- 1993 - Martina Trevisan, tennista italiana
- 1994 - Jumaa Abbas, calciatore sudanese
- 1994 - Tommaso Busilacchi, pallanuotista italiano
- 1994 - Marvin Clark, cestista statunitense
- 1994 - Ella Mai, cantautrice britannica
- 1994 - Anthony Lambot, cestista belga
- 1994 - Hiroto Nakagawa, calciatore giapponese
- 1994 - Messias, calciatore brasiliano
- 1994 - Jão, cantautore brasiliano
- 1994 - Miquel Salvó, cestista spagnolo
- 1994 - Felix Stridsberg-Usterud, ex sciatore freestyle norvegese
- 1994 - Juulia Turkkila, danzatrice su ghiaccio finlandese
- 1994 - Luděk Vejmola, calciatore ceco
- 1995 - Rodney Antwi, calciatore olandese
- 1995 - Kelly Catlin, pistard e ciclista su strada statunitense († 2019)
- 1995 - Stacey Waaka, rugbista a 15 neozelandese
- 1995 - Kendall Jenner, supermodella e personaggio televisivo statunitense
- 1995 - Andrejs Kiriļins, calciatore lettone
- 1995 - Aatish Lubah, giocatore di badminton mauriziano
- 1995 - Coline Mattel, ex saltatrice con gli sci francese
- 1995 - Christian Nummedal, sciatore freestyle norvegese
- 1995 - Jean Quiquampoix, tiratore a segno francese
- 1995 - Matías Rojas, calciatore paraguaiano
- 1995 - Vinessa Vidotto, attrice statunitense
- 1995 - Alice Wegmann, attrice e ex ginnasta brasiliana
- 1995 - Vüsal İsgəndərli, calciatore azero
- 1996 - Abdullahi Ibrahim Alhassan, calciatore nigeriano
- 1996 - Britt Bongaerts, pallavolista olandese
- 1996 - Matteo Ciampi, nuotatore italiano
- 1996 - Iiro Järvinen, calciatore finlandese
- 1996 - Sean McDermott, cestista statunitense
- 1996 - Tim-Kevin Ravnjak, ex snowboarder sloveno
- 1996 - Julian Reim, cantante, musicista e ballerino tedesco
- 1996 - Aria Wallace, attrice, musicista e cantautrice statunitense
- 1997 - Izuchuckwu Anthony, calciatore nigeriano
- 1997 - Bao Shanju, pistard cinese
- 1997 - Ski Aggu, rapper tedesco
- 1997 - Filip Forejtek, sciatore alpino ceco
- 1997 - Sarthak Golui, calciatore indiano
- 1997 - Agustín Guiffrey, calciatore argentino
- 1997 - Takumi Kitamura, attore, cantante e modello giapponese
- 1997 - Natasha Mack, cestista statunitense
- 1997 - Lázaro Martínez, triplista cubano
- 1997 - Sergio Montero, calciatore uruguaiano
- 1997 - Henry Niño, calciatore nicaraguense
- 1997 - Carson Rowland, attore e cantante statunitense
- 1997 - Diana Silvers, attrice e modella statunitense
- 1998 - Dickson Abiama, calciatore nigeriano
- 1998 - Mikkel Bjerg, ciclista su strada e pistard danese
- 1998 - Maddison Elliott, nuotatrice australiana
- 1998 - Marcelo Herrera, calciatore argentino
- 1998 - E.J. Jenkins, giocatore di football americano statunitense
- 1998 - Abu Kigab, cestista sudanese
- 1998 - Simón Ramírez, calciatore cileno
- 1998 - Diego Ramírez, giocatore di calcio a 5 cubano
- 1999 - Kaan Caliskaner, calciatore tedesco
- 1999 - Danil Glebov, calciatore russo
- 1999 - Javian Hawkins, giocatore di football americano statunitense
- 1999 - Buddy Howell, giocatore di football americano statunitense
- 1999 - Tamás Nikitscher, calciatore ungherese
- 1999 - Geōrgios Tzovaras, calciatore greco
- 2000 - Augustine Boakye, calciatore ghanese
- 2000 - Vito Dell'Aquila, taekwondoka italiano
- 2000 - Sergiño Dest, calciatore statunitense
- 2000 - Dragana Domuzin, cestista bosniaca
- 2000 - Raúl García, calciatore spagnolo
- 2000 - Tucker Kraft, giocatore di football americano statunitense
- 2000 - Anton Kvitkovskich, cestista russo
- 2000 - Michele Lamberti, nuotatore italiano
- 2000 - Jeremiah Robinson-Earl, cestista statunitense
- 2000 - Blanca Toledano, nuotatrice artistica spagnola

## XXI secolo(21)
- 2001 - Hailey Baptiste, tennista statunitense
- 2001 - Ousmane Camara, calciatore guineano
- 2001 - Neima Ezza, rapper marocchino
- 2001 - Alieu Fadera, calciatore gambiano
- 2001 - Matthias Gragger, calciatore austriaco
- 2001 - Jake LaRavia, cestista statunitense
- 2001 - Shayden Morris, calciatore inglese
- 2001 - Samuel Renel, calciatore francese
- 2002 - Tomislav Buljan, cestista croato
- 2002 - Wagner Pina, calciatore capoverdiano
- 2002 - Stephen Sanchez, cantante statunitense
- 2002 - Victor Vercouillie, ciclista su strada belga
- 2003 - Lian Junjie, tuffatore cinese
- 2003 - Alexis Tibidi, calciatore francese
- 2004 - Alex Macuácua, mezzofondista mozambicano
- 2004 - Ngal'ayel Mukau, calciatore congolese (Repubblica Democratica del Congo)
- 2005 - Viktor Damjanić, calciatore croato
- 2006 - Pranav Anand, scacchista indiano
- 2006 - Oleksandr Šovkopljas, combinatista nordico ucraino
- 2007 - Ever Anderson, attrice e modella statunitense
- 2008 - Choi Gaon, snowboarder sudcoreana